# George Boyd
George Jan Boyd (Chatham, 2 oktober 1985) is een Schots voetballer die als vleugelspeler speelt. Hij tekende in september 2014 een driejarig contract bij Burnley FC, dat circa € 3.800.000,- voor hem betaalde aan Hull City. Boyd debuteerde in maart 2013 in het Schots voetbalelftal.

## Clubcarrière
Boyd debuteerde in 2002 als prof bij Stevenage. Na vijf seizoenen verliet hij Stevenage in januari 2007 voor Peterborough United. Daar scoorde hij in zes seizoenen in totaal 64 doelpunten uit 263 wedstrijden. Tussendoor werd hij in maart 2010 twee maanden uitgeleend aan Nottingham Forest. Op 21 februari 2013 werd hij uitgeleend aan Hull City. Twee dagen later debuteerde hij voor The Tigers als invaller voor Robert Koren tegen Bolton Wanderers. Eén week later mocht hij voor het eerst in de basiself starten en scoorde hij prompt twee doelpunten tegen Birmingham City. Op 28 juni 2013 tekende hij een definitieve verbintenis bij Hull City. De club eindigde op de tweede plaats, waardoor het promoveerde naar de Premier League. Boyd vierde zijn debuut in de Premier League op 18 augustus 2013 op Stamford Bridge tegen Chelsea. Als invaller stond hij met Hull City AFC in de finale van de strijd om de FA Cup 2014, die de ploeg van trainer-coach Steve Bruce met 3-2 verloor van Arsenal.

## Interlandcarrière
Boyd debuteerde op 26 maart 2013 voor Schotland in een WK-kwalificatiewedstrijd tegen Servië. Boyd speelde de volledige wedstrijd en verloor met Schotland met 2-0 in Novi Sad.

## Erelijst
| Kampioen Championship | 1x | 2015/16 |